# 珠日和庙
珠日和庙是位于中国内蒙古自治区鄂尔多斯市鄂托克旗苏米图苏木的一座藏传佛教格鲁派寺院。

## 历史
珠日和庙位于苏米图苏木政府所在地，始建于1909年。1995年，珠日和庙被鄂托克旗人民政府正式登记为藏传佛教活动场所。
2012年前后，每年鄂托克旗、鄂托克前旗、乌审旗等地的信众约1万人到珠日和庙朝拜，并于五月二十九日举办大型祭典。2012年前后，珠日和庙在册喇嘛共24名，信教群众10000余人。
2012年7月6日，鄂尔多斯市佛教协会第二次代表会议在鄂尔多斯市举行，珠日和庙住持洛桑次成当选为新一届鄂尔多斯市佛教协会会长，鄂尔多斯市佛教协会第一任会长热布登道尔吉被礼请担任名誉会长。

## 建筑
该庙所藏历史悠久的藏传佛教文物很多。改革开放之后，珠日和庙历经修缮，但因时间久远，到2012年时，其建筑已损坏严重。2012年2月14日，鄂托克旗民族宗教事务局向鄂托克旗人民政府发出《鄂托克旗民族宗教事务局关于申请修缮珠日和庙的请示》，请示修缮珠日和庙，请示修缮的主要内容是维修正殿并新建喇嘛住宅，对该庙周边地区开展绿化和硬化工作，对基础设施进行完善。该请示还称，已获施主捐赠的善款400多万元，可解决珠日和庙的修缮资金。